# 早川荘
早川荘（はやかわのしょう）は、鎌倉時代から室町時代にかけて相模国足下郡にあった荘園。
現在の神奈川県小田原市の南部の早川から酒匂川にかけて開発され建仁2年（1202年）箱根権現に寄進、預所は土肥実平の子遠平で小早川を名乗った。